# فيرنون يبرش
فيرنون يبرش (بالإنجليزية: Vernon Burch)‏ هو موسيقي أمريكي، ولد في 1957 في واشنطن العاصمة في الولايات المتحدة.

## وصلات خارجية
- فيرنون يبرش على موقع ميوزك برينز (الإنجليزية)
- فيرنون يبرش على موقع أول ميوزيك (الإنجليزية)
- فيرنون يبرش على موقع ديسكوغز (الإنجليزية)